# 횃불트리니티신학대학원대학교
횃불트리니티신학대학원대학교(―神學大學院大學校, Torch Trinity Graduate University)는 대한민국 서울특별시 서초구에 위치한 사립 대학원대학이다. 현재 총장은 오덕교 박사이다.
세계 선교에 헌신하는 것을 목표로 설립되었고, 대한민국의 한국 독립교회 선교단체 연합회와 밀접한 관계를 유지한다. 특정교단에 속하지 않은 초교파 신학대학원이며, 신학적으로는 보수적 개혁주의~중도 진보주의 성향이 있다.

## 개요 및 연혁
횃불트리니티신학대학원대학교는 대한민국 서울시 서초구 바우뫼로 31길 70에 소재한 복음주의 초교파 신학대학원대학교로서 1997년 12월 교육부의 정식 인가를 받아 설립되었고 아세아연합신학대학원에 이어 한국에서 대학원 수준의 신학교육 전 과정을 영어로 진행하는 신학대학원대학이다. 횃불트리니티신학대학원대학교는 한국의 횃불선교센터(Torch Mission Center)와 미국 일리노이주 디어필드에 소재한 트리니티 신학교(Trinity Evangelical Divinity School) 간 5년에 걸친 협의와 협력의 결과로 세워진 국제적 지도자 양성을 목표로 한 전문신학대학원이다. 2005학년도부터는 한국어과정을 신설하여 영어과정과 더불어 신학적, 목회적, 선교적 소양과 지식 그리고 사명을 가진 목회자, 선교사, 신학자, 전문상담인, 교육자 및 기타 기독교 지도자를 양성하고 있다. 전 세계 약 50개국 출신의 졸업생들이 하나님 나라를 위해 사역하고 있다. 횃불트리니티신학대학원대학교는 교단에 소속되지 않은 초교파적인 신학교이다.

## 학위과정
학위과정으로는 목회학석사(Master of Divinity, 3년), 문학석사(Master of Arts, 2년), 일반신학석사(Master of Theological Studies, 2년), 교육학석사(Master of Education, 2년), 신학석사(Master of Theology, 2년), 철학박사(Doctor of Philosophy, 3년) 과정이 있다. 문학석사과정은 기독교교육학, 기독교상담학 전공으로 나뉘고, 신학석사과정은 구약학, 신약학, 조직신학, 교회사, 실천신학, 선교학, 기독교교육학, 기독교영성 전공으로 나뉘며, 철학박사과정은 신학, 기독교상담학전공으로 나뉜다. 철학박사과정의 신학전공은 성서학, 교회사/조직신학, 다문화학, 기독교교육학 전공으로 세분된다. 학위과정 중에는 영어와 한국어로 모두 개설되는 과정(전공) 및 영어 또는 한국어 중 한 가지 언어로만 개설되는 과정(전공)이 있다.
목회학석사(MDiv) 과정을 졸업하고 2년 이상의 사역경력을 갖추면 (사)한국독립교회·선교단체연합회의 목사고시에 응시할 수 있다.

## 인가 및 협력기관
횃불트리니티신학대학원대학교는 한국 교육부 외에도 아시아신학연맹(Asia Theological Association)와 국제기독교학교연맹(ACSI)의 인가를 받았고, 미국 국방성 군목 자격을 받을 수 있는 신학대학원이다. 당교는 국제복음주의신학교육협회(ICETE), 한국의 전국신학대학협의회(KAATS), 한국복음주의신학회(KETS), Overseas Council, Refo500 등에 동참 또는 협력하며 활발한 국내 및 국제적 교류를 하고 있다.

## 부설기관
부설 연구기관으로 상담센터, 기독교교육센터, 한국이슬람연구소, 성서학연구센터, 영성형성과실천신학센터가 기능에 따라 다양한 활동을 하며, 프로그램 또는 강좌를 운영한다.
부설 평생교육원에서는 일반인들에게 신학과 성경, 교회음악 등 다양한 교육의 기회를 제공하고 있다.

## 같이 보기
- 오덕교